# Ipomopsis aggregata
Ipomopsis aggregata là một loài thực vật có hoa trong họ Polemoniaceae. Loài này được (Pursh) V.E. Grant mô tả khoa học đầu tiên năm 1956.

## Hình ảnh

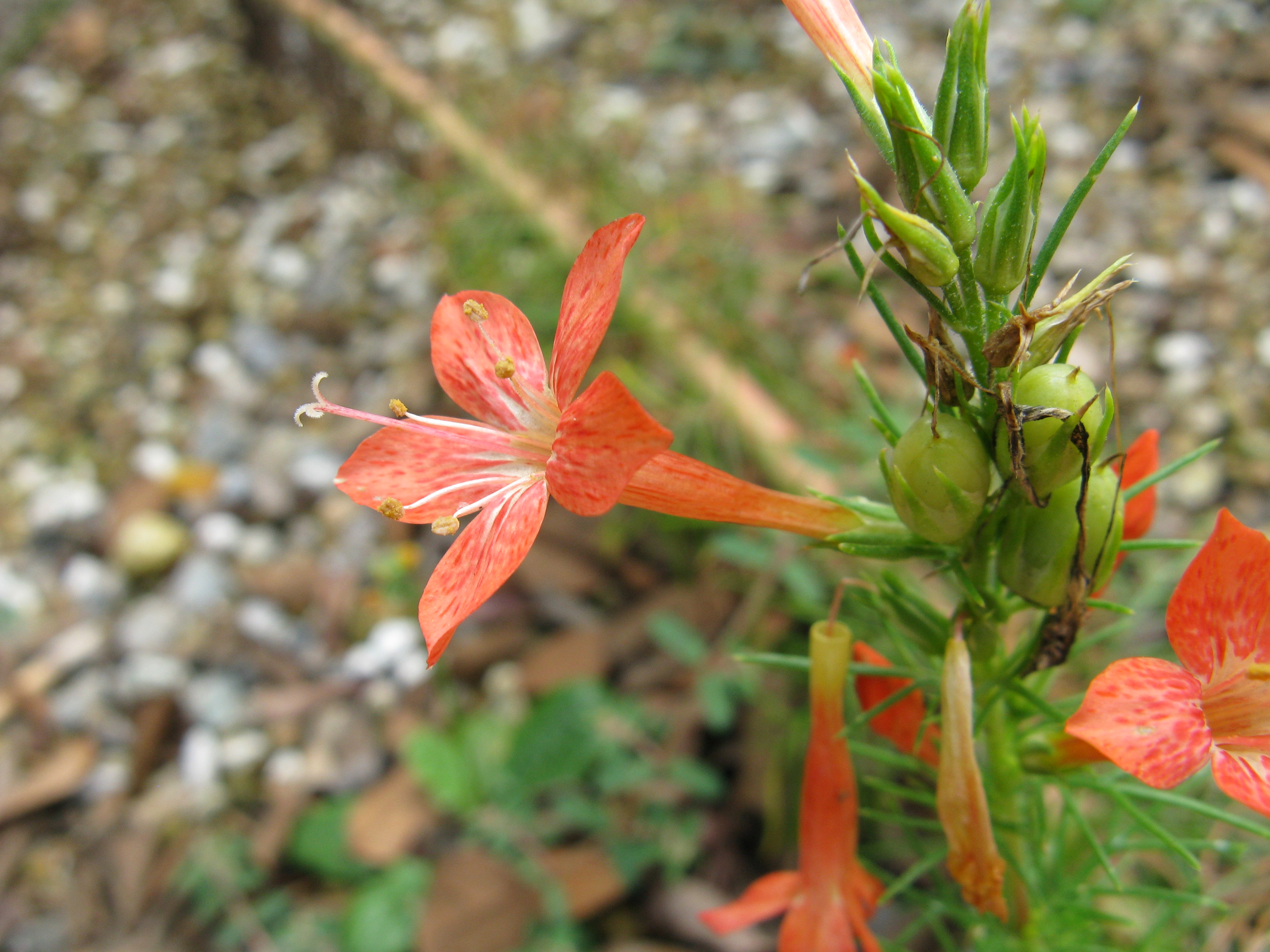
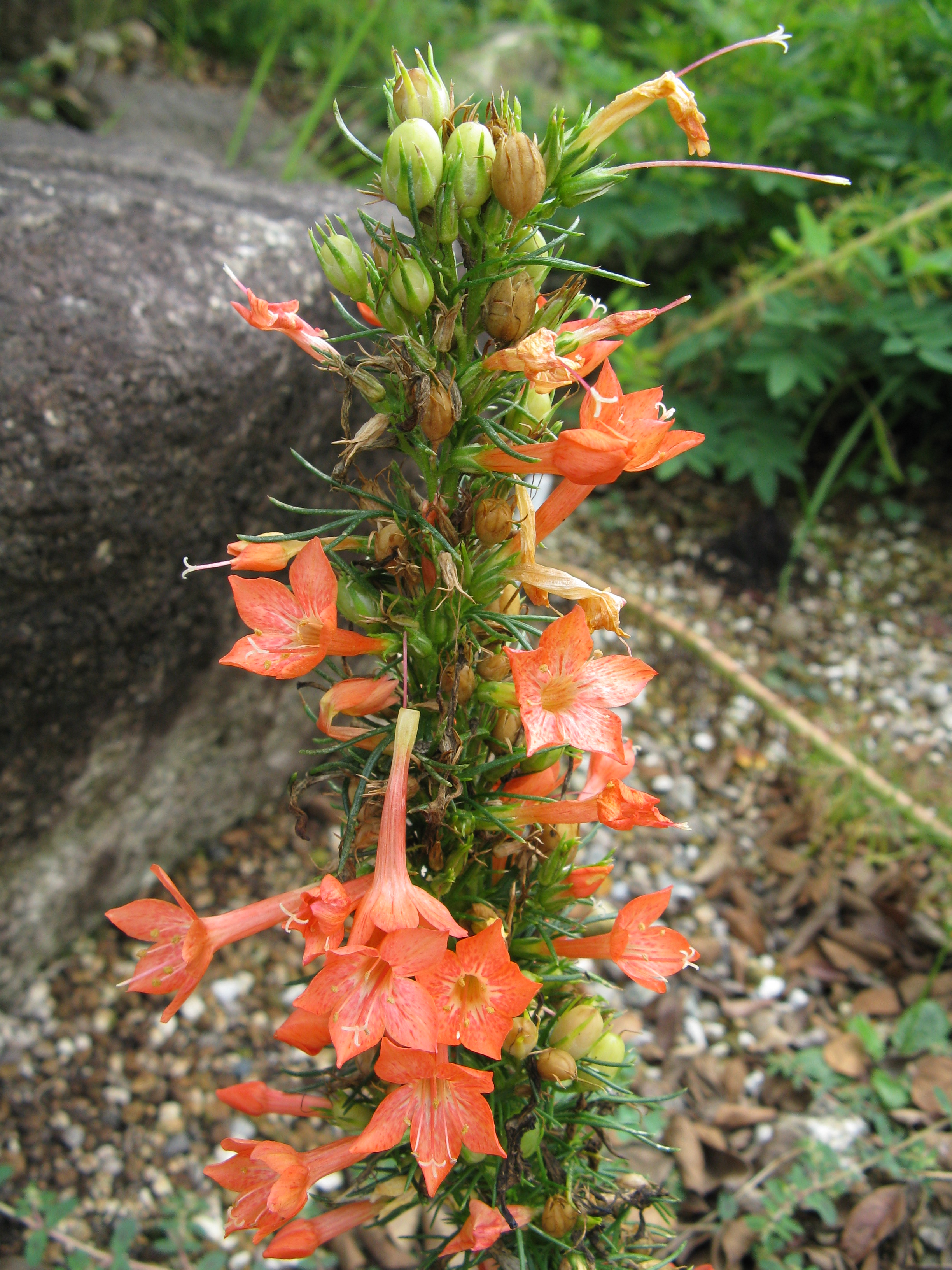
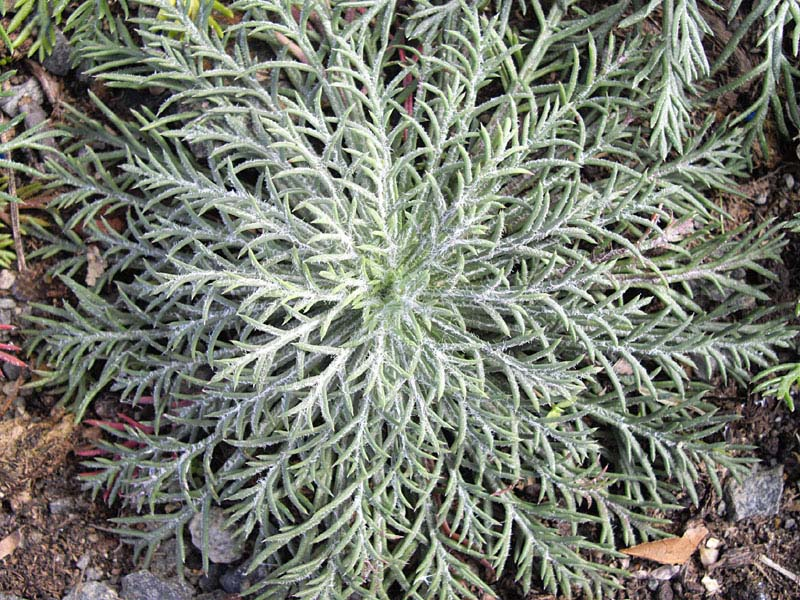
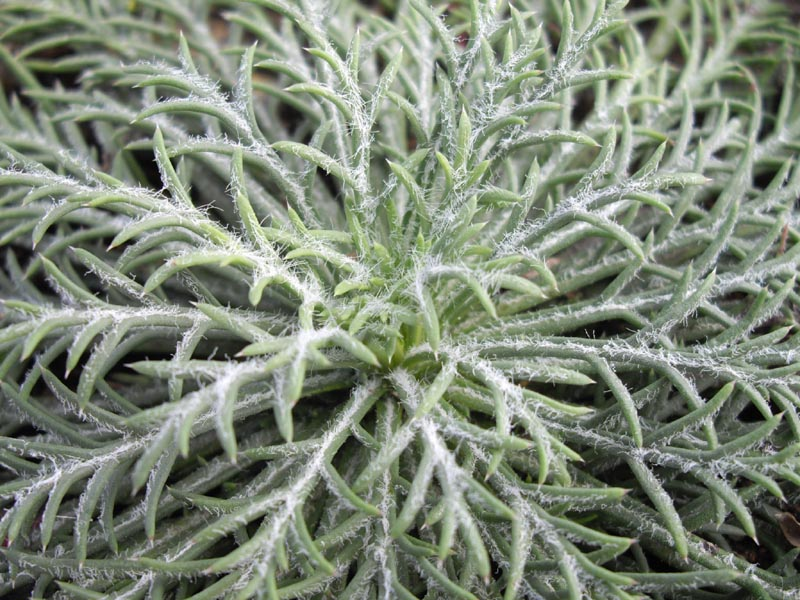